# 喜多肇一
喜多 肇一（きた せいいち、1959年（昭和34年）8月19日 - ）は、日本の実業家である。

## 人物
兵庫県出身。因幡電機産業株式会社代表取締役社長に2019年6月就任予定。

## 略歴
- 1982年3月 大阪経済大学経済学部卒業、因幡電機産業株式会社入社
- 2003年4月 電工事業部西日本第1営業部長
- 2011年4月 電材西日本事業部長
- 2011年6月 取締役電材西日本事業部長
- 2014年4月 常務取締役電材西日本事業部・電工事業部管掌
- 2014年10月 常務取締役生産技術本部長
- 2016年4月 常務取締役電工本部長
- 2019年6月 代表取締役社長（予定）